# Frans Morssink
Franciscus (Frans) Petrus Morssink (Den Helder, 10 mei 1876 – Paramaribo, 8 oktober 1945) was een Nederlands geestelijke van de Rooms-Katholieke kerk, werkzaam als missionaris in Suriname. 

## Intrede
Frans Morssink werd geboren op 10 mei 1876 als zesde kind van Pieter Morssink en Anna Kerstens. Na zijn priesterwijding in 1904 trad hij toe tot de orde der redemptoristen.

## Missies
In 1906 vertrok pater Morssink naar Suriname, samen met de priesters Verheggen en Ruyter.
Met een collega-missionaris voerde Morssink in 1907 de eerste RK-expeditie uit naar de Saamaka aan de Boven-Suriname. In 1918 schreef hij daarover in het weekblad De Surinamer 'Iets over de Boschnegers in de Boven-Marowijne'.
Rond 1920 was de missie actief in het gebied waar nu het Brokopondostuwmeer ligt. Vanaf 1925 werkte Morssink met collega's verder stroomopwaarts langs de Gran Rio. 
Teneinde het missiewerk te centraliseren wist Morssink in 1930 een geheel marrondorp te verplaatsen, naar het Langugebied, even stroomafwaarts, waar zich een kerk met school bevond.

## Afaka-schrift
Morssink maakte bij zijn evangelisatiewerk onder de Surinaamse marrons gebruik van het in 1908 door Afáka Atumisi ontwikkelde Afaka-schrift. Dit schrift bestaat uit 56 lettergreep-tekens die het mogelijk maken alle Aukaanse woorden te schrijven. In 1910 zou Afáka in de komeet van Halley een teken hebben gezien  het christelijk geloof te moeten verspreiden. De katholieken zetten de evangelisatie in Suriname in langs etnische lijnen. Morssink stond in contact met Afáka en het was de missionaris zijn taak om de 'heidense' Aukaners tot het katholicisme te bekeren. Aanvankelijk had Morssink ook succes in zijn missiewerk. Volgens zijn schrijven gebruikten rond 1920 meer dan honderd mannen, vrouwen en kinderen aan de Tapanahony het Afaka-schrift. 
Maar Morssink belandde door het gebruik van dit schrift ook in conflict met de Aukaanse leiders. Voor zijn werkwijze was toestemming nodig van granman Amakti en zijn voornaamste raadgever Kanapé. Die toestemming kwam er uiteindelijk niet, waarbij het gissen is naar de reden. Wezen zij Afáka en het door hem ontwikkelde schrift af? Waren zij niet gelukkig met het werk van de missie? Of waren zij van mening dat bij een Europees geloof ook Europese letters horen? Hoe dan ook is het gebruik van het Afaka-schrift na het overlijden van genoemde granman verder verspreid geraakt.

## Overlijden
Morssink overleed op 69-jarige leeftijd te Paramaribo, op 8 oktober 1945. Hij werd begraven aan de Prinsessestraat in Paramaribo.